# Cadillac (automóvel)
Cadillac, formalmente Cadillac Motor Car Division, é uma marca automotiva estadunidense, divisão da General Motors, fundada em 1902 por Henry M. Leland. Atuante em mais de 50 países e territórios, a Cadillac especializa-se em veículos de luxo, sendo uma referência entre as fabricantes deste segmento. O maior mercado da empresa é o norte-americano, seguido pelos chineses. O grande investimento em marketing e publicidade, durante as décadas de 1950 e 1960, fundamentaram o nome 'Cadillac' como sinônimo frequente de carros luxuosos. Sua maior rival no mercado estadunidense é a marca Lincoln, divisão de luxo da Ford.

## História

### Fundação

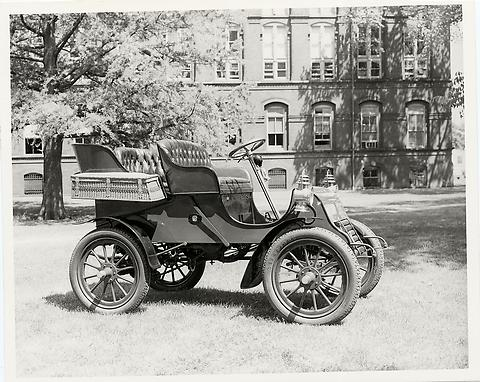
1903 Cadillac

Fundada em 1902 como Cadillac Automobile Company, formada a partir dos remanescentes da Henry Ford Company, foi comprada pela General Motors e trinta anos depois já havia se tornado símbolo do alto padrão de luxo.
Cadillac tornou-se pioneira em diversas tecnologias automotivas como os carros totalmente fechados, e a partida automática em substituição as antigas e desconfortáveis manivelas. Durante a Primeira Guerra Mundial, os motores aeronáuticos tiveram um grande desenvolvimento técnico, dedicando a eles 100% de sua capacidade produtiva.
No ano de 1924 a empresa oferecia uma grande quantidade de cores e pinturas cromadas, enquanto as outras montadoras somente ofereciam a cor preta. Nesta década a montadora inova mais uma vez ao se tornar a primeira empresa do setor a utilizar um designer, Harley Earl, no lugar de um engenheiro para projetar a carroceria de seus carros em 1927. No ano seguinte, a GM também incorporou duas grandes empresas que produziam carrocerias exclusivas para CADILLAC, a Fisher e a Fleetwood, o que contribuiu bastante para o aprimoramento da linha de automóveis da marca. Na verdade os métodos de precisão criados por Leland, associados ao pioneirismo no uso de tecnologias de ponta criou uma imagem de qualidade e confiabilidade em torno da marca. Um outro fator que muito contribuiu para aumentar o prestígio da marca foi o fato dela ter se tornado a preferida pela emergente classe artística de Hollywood dos anos 20 em diante. A imagem de artistas dessa época como Clara Bow, Willian Boyd, Joan Crowford, Dolores Del Rio e Marlene Dietrich, chegando em automóveis CADILLAC nas “Avant Premiére” de seus filmes acabaram emprestando a marca muito do “Glamour” da Hollywood desses anos. Outras classes que também adotaram os modelos da marca foram os chefes de estado, membros da nobreza, magnatas, artistas de outras áreas e intelectuais renomados.

### General Motors
| Cadillac ao se tornar parte da General Motors - Cadillac 6 1/2HP Tonneau 1903 - Cadillac 8 1/4HP Surrey 1904 - Cadillac 10HP Tonneau 1904 - Cadillac 6 1/2HP Rear-entrancetonneau 1904 - Cadillac 8 1/4HP Detachable-toplimousine 1904 - Cadillac 8 1/4HP Tonneau 1904 - Cadillac 8 1/4HP Tonneau 1904 - Cadillac 8 1/2HP Tonneau 1904 - Cadillac 10HP Tonneau 1904 - Cadillac 9HP Limousine - 1910 Cadillac Model S - 1921 Cadillac Suburban - 1929 Cadillac - 1929 Cadillac Fleetwood - 1931 Cadillac Phaeton - 1940 Cadillac 90 Town Car |
| --- |

## Linha do Tempo
1949

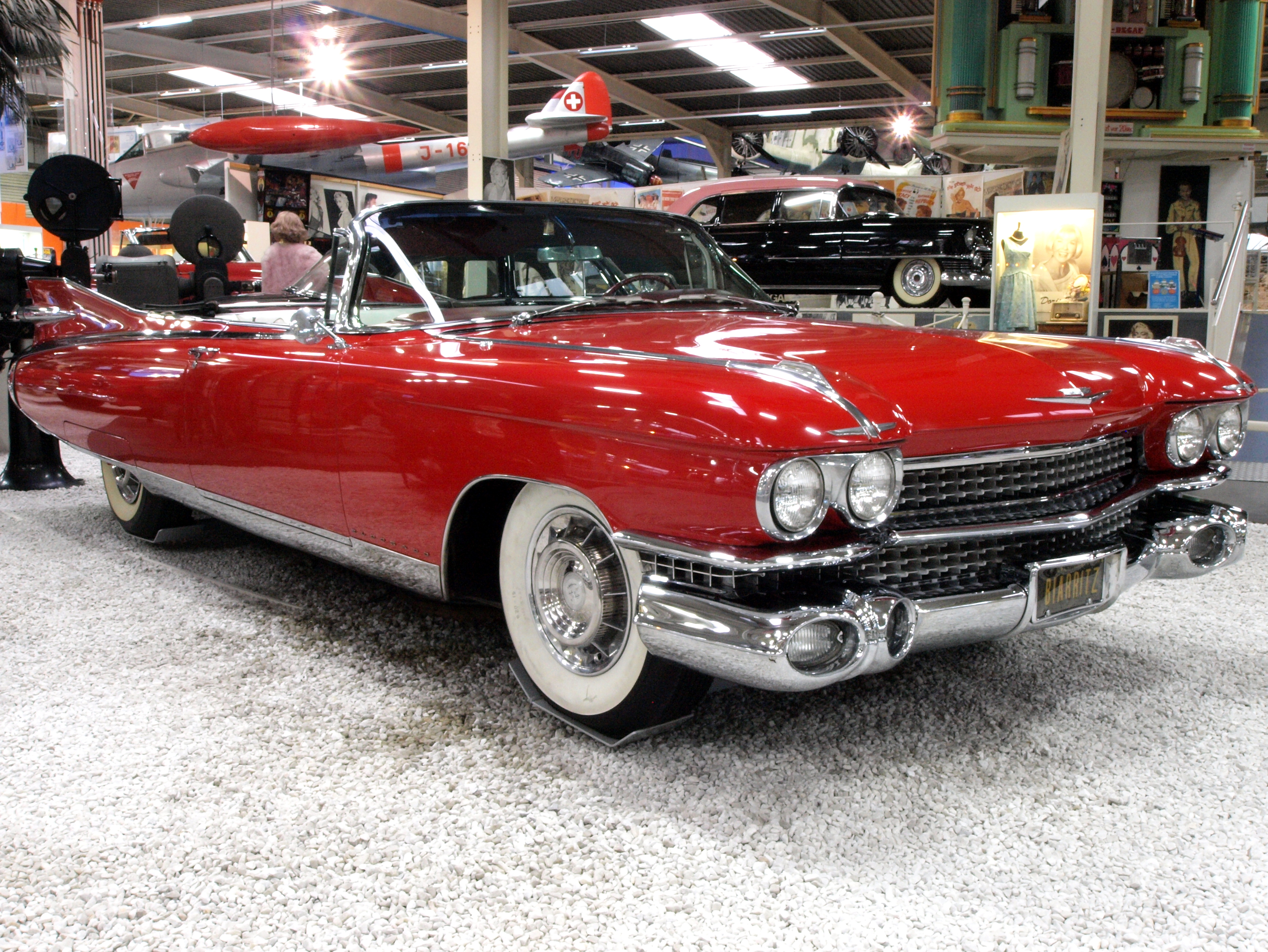
Cadillac Eldorado de 1959.

- Lançamento do Cadillac DeVille, um sedan de porte grande típico americano com dimensões superiores a 5m de comprimento, quase 2 m de largura e com peso médio de quase 2 toneladas. O nome 'DeVille' foi usado em vários modelos de luxo da CADILLAC. Em 1996 a montadora parou de produzir o modelo semelhante ao DeVille, o Fleetwood transformando-o assim no principal modelo da linhagem. O nome DeVille foi substituído por DTS (DeVille Touring Sedan) para o novo modelo do ano 2006.

1953
- Lançamento do Cadillac Eldorado, vendido por US$ 7 750 (em valores atualizados equivaleria a US$ 55 000), sendo o carro mais caro a venda nos Estados Unidos na época. Com sua produção restrita, e seu preço, teve apenas 532 unidades fabricadas, uma das quais usada pelo presidente Dwight Eisenhower no dia de sua posse. Nas décadas seguintes, outros modelos adotaram o nome 'Eldorado' e passaram a ser produzidos regularmente.

1976
- Lançamento do Cadillac Seville, um sedan luxuoso que se tornou um verdadeiro sucesso. O modelo foi re-introduzido em 1975 e fabricado até 2004. Era o menor automóvel produzido pela montadora.

1999
- Lançamento do Cadillac Escalade, um utilitário esportivo de porte grande, estando disponíveis em dois modelos, o XLR e o SRX. É um dos modelos de maior sucesso da marca nos Estados Unidos. A linha conta ainda com o modelo ESV (maior e mais luxuoso) e a EXT (versão cabine dupla).
- Uma versão limusine do modelo DeVille é adaptada para uso do Presidente George W. Bush, como o novo Cadillac One.

2004
- Lançamento Cadillac CTS, um sedan de luxo de médio-grande porte esportivo. O novo modelo vinha equipado com motor V6 3,2 de 220 cavalos.
- Lançamento Cadillac SRX, um utilitário esportivo de porte médio-grande disponível em duas versões: motor 3,6-V6 (260 CV) e motor 4,6-V8 (315 CV).
- Lançamento Cadillac XLR, um roadster conversível de dois lugares com linhas modernas e agressivas, equipado com motor V8 de 4,6 litros e 315 cv. O requinte e o luxo continuam sendo marcas registradas da Cadillac com o uso de madeira nobre e detalhes cromados no interior do conversível.

2010
- Lançamento da nova geração do Cadillac SRX, o modelo mais vendido da montadora até então.

## Modelos
- Cadillac Fleetwood Brougham (1985)
- Cadillac STS V-Series
- Cadillac CTS V-Series
- Cadillac BLS (apenas Europa, Médio Oriente, Ásia, México e África do Sul)
- Cadillac CTS
- Cadillac ATS
- Cadillac STS
- Cadillac DTS
- Cadillac Escalade
- Cadillac SRX
- Cadillac XLR
- Cadillac Cien
- Cadillac ELR

## Modelos Atuais
| Cadillac em anos recentes - 2008 Cadillac CTS - coupe, sedan, and wagon - 2010 Cadillac SRX - crossover - 2013 Cadillac ATS - sedan - 2013 Cadillac XTS - sedan - 2014 Cadillac ELR - electric coupe - Cadillac Ciel - concept - 2013-2014 Cadillac XTS limusine - 2015 Cadillac Escalade |
| --- |

## Publicidade
|  |  |  |  |  |

### Os slogans
- The stuff of legend. (2008, Inglaterra)
- More than a car, it's a Cadillac. (2007, Inglaterra)
- Life, liberty, and the pursuit. (2007)
- Break through. (2004, Cadillac Escalade)
- Heritage reborn. (2002)
- It's good to be the Cadillac. (1999)
- For the time of your life. (1999, Cadillac De Ville)
- Live without limits. (1997, Cadillac Eldorado)
- Creating a higher standard. (1994, Cadillac De Ville)
- World's first personal car. (1967, Cadillac Eldorado)
- It's great… going Cadillac. (1966)
- A new measure of automotive supremacy. (1959)
- Universal symbol of excellence. (1959)
- In a realm all its own. (1959)
- It outsteps its own great traditions! (1958)
- Finest expression of motordom's highest ideal! (1957)
- Those who want the finest want - the standard of the world! (1953)
- More elequent than words! (1952)

## Cadillac no Brasil
Depois de anos de estudo e cautela, a General Motors decidiu introduzir a marca Cadillac no Brasil. Jaime Ardila, Presidente da montadora no Brasil não disse quais modelos e nem quando chegarão os primeiros modelos.